# Egon Krenz
Egon Rudi Ernst Krenz (19. ožujka 1937.) bivši je istočnonjemački političar koji je bio posljednji komunistički vođa Istočne Njemačke tijekom posljednjih mjeseci 1989. godine. Naslijedio je Ericha Honeckera na mjestu sekretara vladajuće Partije socijalističkog jedinstva Njemačke (SED), ali bio je prisiljen podnijeti ostavku tek nekoliko mjeseci kasnije kada je pao Berlinski zid. Opisan je kao "posljednji diktator Istočne Njemačke".
Tijekom svoje karijere obnašao je niz istaknutih funkcija u SED-u. Bio je Honeckerov zamjenik od 1984. godine, sve dok ga nije naslijedio 1989. usred prosvjeda protiv režima. Krenz je bio neuspješan u pokušaju zadržavanja vlasti komunističkog režima i bio je prisiljen podnijeti ostavku nekoliko tjedana nakon pada Berlinskog zida. Izbačen je iz stranke SED 21. siječnja 1990. Nakon ponovnog ujedinjenja Njemačke 1990. osuđen je na šest i pol godina zatvora zbog ubojstva, zbog svoje uloge u zločinima komunističkog režima. Nakon puštanja iz zatvora krajem 2003. povukao se u gradić Dierhagen u Mecklenburg-Vorpommernu, a nakon puštanja iz zatvora izrazio je podršku Vladimir Putin.